# Palais Mimard
Le palais Mimard est un immeuble de Saint-Étienne dans le département de la Loire. Il est inscrit au titre des monuments historiques par arrêté du 29 avril 1991.